# Haematopota denshamii
Haematopota denshamii är en tvåvingeart som beskrevs av Austen 1908. Haematopota denshamii ingår i släktet Haematopota och familjen bromsar. Inga underarter finns listade i Catalogue of Life.